# Udo Döhler
Pour les articles homonymes, voir Döhler.
Udo Döhler (né le 4 janvier 1968 à Selb en Allemagne) est un joueur professionnel allemand de hockey sur glace. Il a évolué au poste de gardien de but.